# The Talk of Hollywood
The Talk of Hollywood è un film del 1929 diretto da Mark Sandrich.

## Trama
Il cinema da muto oramai sta diventando parlato: il produttore J. Pierpont Ginsburg decide di accogliere la sfida e di lanciarsi in questa nuova avventura producendo un film sonoro. Ma tutta una serie di contrattempi sembra metterne in forse la lavorazione mentre le spese continuano a correre: Adore Renée, diva famosa (e ben pagata) neanche si presenta nei teatri di posa; il direttore del casting sbaglia completamente il tipo di interpreti, il corpo di ballo e i musicisti, in attesa dell'inizio delle riprese, restano inattivi ma comunque sempre sul libro paga.
Ginsburg prende in mano la situazione mettendo tutti alla prova: le cose sembrano finalmente andare per il verso giusto. Peccato però che i microfoni non funzionino come dovrebbero e registrino male. A sostenere finanziariamente la produzione, interviene l'avvocato Applegate, innamorato di Ruth, la figlia di Ginsburg, che decide di puntare tutto il suo denaro sul film.
Alla proiezione organizzata per i distributori, un proiezionista ubriaco ci mette del suo, mescolando le bobine e creando così una storia senza costrutto che lascia disgustati gli spettatori che abbandonano la sala. Ginsburg ormai ha perso ogni fiducia ed è in preda alla depressione più totala quando arriva Applegate con il contratto di un cliente che ha visto nel film un tipo di nuova comicità ed è pronto a finanziare altre pellicole del genere.

## Produzione
Il film fu prodotto dalla Prudence Pictures.
Venne girato a Manhattan

## Distribuzione
Distribuito dalla Sono Art-World Wide Pictures, il film - presentato da Harry H. Thomas e da Samuel Zierler - uscì nelle sale cinematografiche USA il 9 dicembre 1929.